# Aureliana angustifolia
Aureliana angustifolia är en potatisväxtart som beskrevs av R. C. Almeida-lafeta. Aureliana angustifolia ingår i släktet Aureliana och familjen potatisväxter. Inga underarter finns listade i Catalogue of Life.